# American Horror Story/Episodenliste

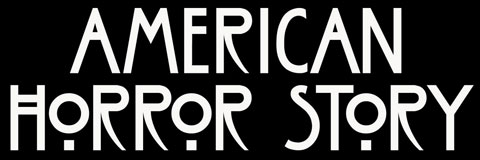
Logo zur Serie

Diese Episodenliste enthält alle Episoden der US-amerikanischen Horror-Fernsehserie American Horror Story, sortiert nach der US-amerikanischen Erstausstrahlung. Die Serie umfasst derzeit zwölf Staffeln mit 132 Episoden.

## Übersicht
| Staffel | Untertitel     | Episodenanzahl | Erstausstrahlung USA | Erstausstrahlung USA | Deutschsprachige Erstausstrahlung | Deutschsprachige Erstausstrahlung |
| Staffel | Untertitel     | Episodenanzahl | Staffelpremiere      | Staffelfinale        | Staffelpremiere                   | Staffelfinale                     |
| ------- | -------------- | -------------- | -------------------- | -------------------- | --------------------------------- | --------------------------------- |
| 1       | Murder House   | 12             | 5. Oktober 2011      | 21. Dezember 2011    | 9. November 2011                  | 8. Februar 2012                   |
| 2       | Asylum         | 13             | 17. Oktober 2012     | 23. Januar 2013      | 28. November 2012                 | 27. Februar 2013                  |
| 3       | Coven          | 13             | 9. Oktober 2013      | 29. Januar 2014      | 20. November 2013                 | 26. Februar 2014                  |
| 4       | Freak Show     | 13             | 8. Oktober 2014      | 21. Januar 2015      | 26. November 2014                 | 4. März 2015                      |
| 5       | Hotel          | 12             | 7. Oktober 2015      | 13. Januar 2016      | 25. November 2015                 | 24. Februar 2016                  |
| 6       | Roanoke        | 10             | 14. September 2016   | 16. November 2016    | 3. November 2016                  | 5. Januar 2017                    |
| 7       | Cult           | 11             | 5. September 2017    | 14. November 2017    | 9. November 2017                  | 18. Januar 2018                   |
| 8       | Apocalypse     | 10             | 12. September 2018   | 14. November 2018    | 15. November 2018                 | 17. Januar 2019                   |
| 9       | 1984           | 9              | 18. September 2019   | 13. November 2019    | 28. November 2019                 | 23. Januar 2020                   |
| 10      | Double Feature | 10             | 25. August 2021      | 20. Oktober 2021     | 22. Oktober 2021                  | 31. Dezember 2021                 |
| 11      | NYC            | 10             | 19. Oktober 2022     | 16. November 2022    | 30. Dezember 2022                 | 3. März 2023                      |
| 12      | Delicate       | 9              | 20. September 2023   | 24. April 2024       | 24. November 2023                 | 21. Juni 2024                     |

## Staffel 1:Murder House
Die Erstausstrahlung der ersten Staffel (American Horror Story: Murder House) war vom 5. Oktober bis zum 21. Dezember 2011 auf dem US-amerikanischen Kabelsender FX zu sehen. Die deutschsprachige Erstausstrahlung sendete der deutsche Pay-TV-Sender FOX vom 9. November 2011 bis zum 8. Februar 2012.
| Nr. (ges.) | Nr. (St.) | Deutscher Titel                                                  | Originaltitel       | Erstausstrahlung USA | Deutschsprachige Erstausstrahlung (D) | Regie               | Drehbuch                   | Zuschauer (USA) |
| ---------- | --------- | ---------------------------------------------------------------- | ------------------- | -------------------- | ------------------------------------- | ------------------- | -------------------------- | --------------- |
| 1          | 1         | Das Haus Neuanfang (Alternativtitel)                             | Pilot               | 5. Okt. 2011         | 9. Nov. 2011                          | Ryan Murphy         | Ryan Murphy & Brad Falchuk | 3,18 Mio.       |
| 2          | 2         | Eindringlinge Invasion (Alternativtitel)                         | Home Invasion       | 12. Okt. 2011        | 16. Nov. 2011                         | Alfonso Gomez-Rejon | Ryan Murphy & Brad Falchuk | 2,46 Mio.       |
| 3          | 3         | Das Mörderhaus                                                   | Murder House        | 19. Okt. 2011        | 23. Nov. 2011                         | Bradley Buecker     | Jennifer Salt              | 2,59 Mio.       |
| 4          | 4         | Halloween, Teil 1                                                | Halloween, Part 1   | 26. Okt. 2011        | 30. Nov. 2011                         | David Semel         | James Wong                 | 2,96 Mio.       |
| 5          | 5         | Halloween, Teil 2                                                | Halloween, Part 2   | 2. Nov. 2011         | 7. Dez. 2011                          | David Semel         | Tim Minear                 | 2,75 Mio.       |
| 6          | 6         | Schweinchen-Schwein Schweinchen, Schweinchen (Alternativtitel)   | Piggy Piggy         | 9. Nov. 2011         | 14. Dez. 2011                         | Michael Uppendahl   | Jessica Sharzer            | 2,83 Mio.       |
| 7          | 7         | Hausbesichtigung Tag der offenen Tür (Alternativtitel)           | Open House          | 16. Nov. 2011        | 4. Jan. 2012                          | Tim Hunter          | Brad Falchuk               | 3,06 Mio.       |
| 8          | 8         | Der Latex-Mann Poltergeist (Alternativtitel)                     | Rubber Man          | 23. Nov. 2011        | 11. Jan. 2012                         | Miguel Arteta       | Ryan Murphy                | 2,81 Mio.       |
| 9          | 9         | Die Schwarze Dahlie                                              | Spooky Little Girl  | 30. Nov. 2011        | 18. Jan. 2012                         | John Scott          | Jennifer Salt              | 2,85 Mio.       |
| 10         | 10        | Wer mit dem Feuer spielt Alles kommt ans Licht (Alternativtitel) | Smoldering Children | 7. Dez. 2011         | 25. Jan. 2012                         | Michael Lehmann     | James Wong                 | 2,54 Mio.       |
| 11         | 11        | Die Geburt Geburt (Alternativtitel)                              | Birth               | 14. Dez. 2011        | 1. Feb. 2012                          | Alfonso Gomez-Rejon | Tim Minear                 | 2,59 Mio.       |
| 12         | 12        | Nach der Geburt Nachgeburt (Alternativtitel)                     | Afterbirth          | 21. Dez. 2011        | 8. Feb. 2012                          | Bradley Buecker     | Jessica Sharzer            | 3,22 Mio.       |

## Staffel 2:Asylum
Die Erstausstrahlung der zweiten Staffel (American Horror Story: Asylum) war vom 17. Oktober 2012 bis zum 23. Januar 2013 auf dem US-amerikanischen Kabelsender FX zu sehen. Die deutschsprachige Erstausstrahlung sendete der deutsche Pay-TV-Sender FOX vom 28. November 2012 bis zum 27. Februar 2013.
| Nr. (ges.) | Nr. (St.) | Deutscher Titel             | Originaltitel              | Erstausstrahlung USA | Deutschsprachige Erstausstrahlung (D) | Regie               | Drehbuch        | Zuschauer (USA) |
| ---------- | --------- | --------------------------- | -------------------------- | -------------------- | ------------------------------------- | ------------------- | --------------- | --------------- |
| 13         | 1         | Willkommen in Briarcliff    | Welcome to Briarcliff      | 17. Okt. 2012        | 28. Nov. 2012                         | Bradley Buecker     | Tim Minear      | 3,85 Mio.       |
| 14         | 2         | Süßes und Saures            | Tricks and Treats          | 24. Okt. 2012        | 5. Dez. 2012                          | Bradley Buecker     | James Wong      | 3,06 Mio.       |
| 15         | 3         | Der Sturm                   | Nor’Easter                 | 31. Okt. 2012        | 12. Dez. 2012                         | Michael Uppendahl   | Jennifer Salt   | 2,47 Mio.       |
| 16         | 4         | Ich bin Anne Frank – Teil 1 | I Am Anne Frank (1)        | 7. Nov. 2012         | 19. Dez. 2012                         | Michael Uppendahl   | Jessica Sharzer | 2,65 Mio.       |
| 17         | 5         | Ich bin Anne Frank – Teil 2 | I Am Anne Frank (2)        | 14. Nov. 2012        | 2. Jan. 2013                          | Alfonso Gomez-Rejon | Brad Falchuk    | 2,78 Mio.       |
| 18         | 6         | Die Ursprünge des Bösen     | The Origins of Monstrosity | 21. Nov. 2012        | 9. Jan. 2013                          | David Semel         | Ryan Murphy     | 1,89 Mio.       |
| 19         | 7         | Engel des Todes             | Dark Cousin                | 28. Nov. 2012        | 16. Jan. 2013                         | David Semel         | Tim Minear      | 2,27 Mio.       |
| 20         | 8         | Unheilige Nacht             | Unholy Night               | 6. Dez. 2012         | 23. Jan. 2013                         | Michael Lehmann     | James Wong      | 2,36 Mio.       |
| 21         | 9         | Der Kleiderbügel            | The Coat Hanger            | 12. Dez. 2012        | 30. Jan. 2013                         | Jeremy Podeswa      | Jennifer Salt   | 2,22 Mio.       |
| 22         | 10        | Das Blatt wendet sich       | The Name Game              | 2. Jan. 2013         | 6. Feb. 2013                          | Michael Lehmann     | Jessica Sharzer | 2,21 Mio.       |
| 23         | 11        | Muttermilch                 | Spilt Milk                 | 9. Jan. 2013         | 13. Feb. 2013                         | Alfonso Gomez-Rejon | Brad Falchuk    | 2,51 Mio.       |
| 24         | 12        | Kontinuum                   | Continuum                  | 16. Jan. 2013        | 20. Feb. 2013                         | Craig Zisk          | Ryan Murphy     | 2,30 Mio.       |
| 25         | 13        | Der Wahnsinn hat ein Ende   | Madness Ends               | 23. Jan. 2013        | 27. Feb. 2013                         | Alfonso Gomez-Rejon | Tim Minear      | 2,29 Mio.       |

## Staffel 3:Coven
Die Erstausstrahlung der dritten Staffel (American Horror Story: Coven) war vom 9. Oktober 2013 bis zum 29. Januar 2014 auf dem US-amerikanischen Kabelsender FX zu sehen. Die deutschsprachige Erstausstrahlung wurde vom 20. November 2013 bis zum 26. Februar 2014 auf dem deutschen Pay-TV-Sender FOX gesendet.
| Nr. (ges.) | Nr. (St.) | Deutscher Titel                        | Originaltitel                        | Erstausstrahlung USA | Deutschsprachige Erstausstrahlung (D) | Regie               | Drehbuch                   | Zuschauer (USA) |
| ---------- | --------- | -------------------------------------- | ------------------------------------ | -------------------- | ------------------------------------- | ------------------- | -------------------------- | --------------- |
| 26         | 1         | Bitchcraft                             | Bitchcraft                           | 9. Okt. 2013         | 20. Nov. 2013                         | Alfonso Gomez-Rejon | Ryan Murphy & Brad Falchuk | 5,54 Mio.       |
| 27         | 2         | Der perfekte Freund                    | Boy Parts                            | 16. Okt. 2013        | 27. Nov. 2013                         | Michael Rymer       | Tim Minear                 | 4,51 Mio.       |
| 28         | 3         | Die Nachfolgerin                       | The Replacements                     | 23. Okt. 2013        | 4. Dez. 2013                          | Alfonso Gomez-Rejon | James Wong                 | 3,78 Mio.       |
| 29         | 4         | Die Toten werden auferstehen           | Fearful Pranks Ensue                 | 30. Okt. 2013        | 11. Dez. 2013                         | Michael Uppendahl   | Jennifer Salt              | 3,71 Mio.       |
| 30         | 5         | Brenn, Hexe, brenn!                    | Burn, Witch, Burn!                   | 6. Nov. 2013         | 18. Dez. 2013                         | Jeremy Podeswa      | Jessica Sharzer            | 3,80 Mio.       |
| 31         | 6         | Der Axtmann kommt                      | The Axeman Cometh                    | 13. Nov. 2013        | 8. Jan. 2014                          | Michael Uppendahl   | Doug Petrie                | 4,16 Mio.       |
| 32         | 7         | Die Toten                              | The Dead                             | 20. Nov. 2013        | 15. Jan. 2014                         | Bradley Buecker     | Brad Falchuk               | 4,00 Mio.       |
| 33         | 8         | Das Heilige Opfer                      | The Sacred Taking                    | 4. Dez. 2013         | 22. Jan. 2014                         | Alfonso Gomez-Rejon | Ryan Murphy                | 4,07 Mio.       |
| 34         | 9         | Der Kopf                               | Head                                 | 11. Dez. 2013        | 29. Jan. 2014                         | Howard Deutch       | Tim Minear                 | 3,94 Mio.       |
| 35         | 10        | Die magischen Freuden von Stevie Nicks | The Magical Delights of Stevie Nicks | 8. Jan. 2014         | 5. Feb. 2014                          | Alfonso Gomez-Rejon | James Wong                 | 3,49 Mio.       |
| 36         | 11        | Beschützt den Zirkel                   | Protect the Coven                    | 15. Jan. 2014        | 12. Feb. 2014                         | Bradley Buecker     | Jennifer Salt              | 3,46 Mio.       |
| 37         | 12        | Fahr zur Hölle                         | Go to Hell                           | 22. Jan. 2014        | 19. Feb. 2014                         | Alfonso Gomez-Rejon | Jessica Sharzer            | 3,35 Mio.       |
| 38         | 13        | Die Sieben Wunder                      | Seven Wonders                        | 29. Jan. 2014        | 26. Feb. 2014                         | Alfonso Gomez-Rejon | Douglas Petrie             | 4,24 Mio.       |

## Staffel 4:Freak Show
Die Erstausstrahlung der vierten Staffel (American Horror Story: Freak Show) war vom 8. Oktober 2014 bis zum 21. Januar 2015 auf dem US-amerikanischen Kabelsender FX zu sehen. Die deutschsprachige Erstausstrahlung sendete der deutsche Pay-TV-Sender FOX vom 26. November 2014 bis zum 4. März 2015.
| Nr. (ges.) | Nr. (St.) | Deutscher Titel           | Originaltitel             | Erstausstrahlung USA | Deutschsprachige Erstausstrahlung (D) | Regie               | Drehbuch                   | Zuschauer (USA) |
| ---------- | --------- | ------------------------- | ------------------------- | -------------------- | ------------------------------------- | ------------------- | -------------------------- | --------------- |
| 39         | 1         | Monster in unserer Mitte  | Monsters Among Us         | 8. Okt. 2014         | 26. Nov. 2014                         | Ryan Murphy         | Ryan Murphy & Brad Falchuk | 6,13 Mio.       |
| 40         | 2         | Massaker und Matineen     | Massacres and Matinees    | 15. Okt. 2014        | 3. Dez. 2014                          | Alfonso Gomez-Rejon | Tim Minear                 | 4,53 Mio.       |
| 41         | 3         | Edward Mordrake – Teil 1  | Edward Mordrake (1)       | 22. Okt. 2014        | 10. Dez. 2014                         | Michael Uppendahl   | James Wong                 | 4,44 Mio.       |
| 42         | 4         | Edward Mordrake – Teil 2  | Edward Mordrake (2)       | 29. Okt. 2014        | 17. Dez. 2014                         | Howard Deutch       | Jennifer Salt              | 4,51 Mio.       |
| 43         | 5         | Rosa Cupcakes             | Pink Cupcakes             | 5. Nov. 2014         | 7. Jan. 2015                          | Michael Uppendahl   | Jessica Sharzer            | 4,22 Mio.       |
| 44         | 6         | Volltreffer               | Bullseye                  | 12. Nov. 2014        | 14. Jan. 2015                         | Howard Deutch       | John J. Gray               | 3,65 Mio.       |
| 45         | 7         | Kräftemessen              | Test of Strength          | 19. Nov. 2014        | 21. Jan. 2015                         | Anthony Hemingway   | Crystal Liu                | 3,91 Mio.       |
| 46         | 8         | Blutbad                   | Blood Bath                | 3. Dez. 2014         | 28. Jan. 2015                         | Bradley Buecker     | Ryan Murphy                | 3,30 Mio.       |
| 47         | 9         | Das Tupper-Party-Massaker | Tupperware Party Massacre | 10. Dez. 2014        | 4. Feb. 2015                          | Loni Peristere      | Brad Falchuk               | 3,07 Mio.       |
| 48         | 10        | Waisen                    | Orphans                   | 17. Dez. 2014        | 11. Feb. 2015                         | Bradley Buecker     | James Wong                 | 2,99 Mio.       |
| 49         | 11        | Abrakadabra               | Magical Thinking          | 7. Jan. 2015         | 18. Feb. 2015                         | Michael Goi         | Jennifer Salt              | 3,11 Mio.       |
| 50         | 12        | Der Publikumshit          | Show Stoppers             | 14. Jan. 2015        | 25. Feb. 2015                         | Loni Peristere      | Jessica Sharzer            | 2,94 Mio.       |
| 51         | 13        | Der letzte Vorhang        | Curtain Call              | 21. Jan. 2015        | 4. März 2015                          | Bradley Buecker     | John J. Gray               | 3,27 Mio.       |

## Staffel 5:Hotel
Die Erstausstrahlung der fünften Staffel (American Horror Story: Hotel) war vom 7. Oktober 2015 bis zum 13. Januar 2016 auf dem US-amerikanischen Kabelsender FX zu sehen. Die deutschsprachige Erstausstrahlung sendete der deutsche Pay-TV-Sender FOX vom 25. November 2015 bis zum 24. Februar 2016.
| Nr. (ges.) | Nr. (St.) | Deutscher Titel                   | Originaltitel               | Erstausstrahlung USA | Deutschsprachige Erstausstrahlung (D) | Regie             | Drehbuch                   | Zuschauer (USA) |
| ---------- | --------- | --------------------------------- | --------------------------- | -------------------- | ------------------------------------- | ----------------- | -------------------------- | --------------- |
| 52         | 1         | Willkommen im Cortez              | Checking In                 | 7. Okt. 2015         | 25. Nov. 2015                         | Ryan Murphy       | Ryan Murphy & Brad Falchuk | 5,81 Mio.       |
| 53         | 2         | Geheime Rutschen, endlose Treppen | Chutes and Ladders          | 14. Okt. 2015        | 2. Dez. 2015                          | Bradley Buecker   | Tim Minear                 | 4,06 Mio.       |
| 54         | 3         | Mütter                            | Mommy                       | 21. Okt. 2015        | 9. Dez. 2015                          | Bradley Buecker   | James Wong                 | 3,20 Mio.       |
| 55         | 4         | Teufelsnacht                      | Devil’s Night               | 28. Okt. 2015        | 16. Dez. 2015                         | Ryan Murphy       | Jennifer Salt              | 3,04 Mio.       |
| 56         | 5         | Zimmerservice                     | Room Service                | 4. Nov. 2015         | 6. Jan. 2016                          | Michael Goi       | Ned Martel                 | 2,87 Mio.       |
| 57         | 6         | Zimmer 33                         | Room 33                     | 11. Nov. 2015        | 13. Jan. 2016                         | Loni Peristere    | John J. Gray               | 2,64 Mio.       |
| 58         | 7         | Alte Götter                       | Flicker                     | 18. Nov. 2015        | 20. Jan. 2016                         | Michael Goi       | Crystal Liu                | 2,64 Mio.       |
| 59         | 8         | Der Zehn-Gebote-Mörder            | The Ten Commandments Killer | 2. Dez. 2015         | 27. Jan. 2016                         | Loni Peristere    | Ryan Murphy                | 2,31 Mio.       |
| 60         | 9         | Sie will Rache                    | She Wants Revenge           | 9. Dez. 2015         | 3. Feb. 2016                          | Michael Uppendahl | Brad Falchuk               | 2,14 Mio.       |
| 61         | 10        | Sie bekommt Rache                 | She Gets Revenge            | 16. Dez. 2015        | 10. Feb. 2016                         | Bradley Buecker   | James Wong                 | 1,85 Mio.       |
| 62         | 11        | Jeder gegen jeden                 | Battle Royale               | 6. Jan. 2016         | 17. Feb. 2016                         | Michael Uppendahl | Ned Martel                 | 1,84 Mio.       |
| 63         | 12        | Seien Sie unser Gast              | Be Our Guest                | 13. Jan. 2016        | 24. Feb. 2016                         | Bradley Buecker   | John J. Gray               | 2,24 Mio.       |

## Staffel 6:Roanoke
Die Erstausstrahlung der sechsten Staffel (American Horror Story: Roanoke) war vom 14. September bis zum 16. November 2016 auf dem US-amerikanischen Kabelsender FX zu sehen. Die deutschsprachige Erstausstrahlung sendete der deutsche Pay-TV-Sender FOX vom 3. November 2016 bis zum 5. Januar 2017.
| Nr. (ges.) | Nr. (St.) | Deutscher Titel | Originaltitel | Erstausstrahlung USA | Deutschsprachige Erstausstrahlung (D) | Regie                 | Drehbuch                   | Zuschauer (USA) |
| ---------- | --------- | --------------- | ------------- | -------------------- | ------------------------------------- | --------------------- | -------------------------- | --------------- |
| 64         | 1         | Kapitel 1       | Chapter 1     | 14. Sep. 2016        | 3. Nov. 2016                          | Bradley Buecker       | Ryan Murphy & Brad Falchuk | 5,14 Mio.       |
| 65         | 2         | Kapitel 2       | Chapter 2     | 21. Sep. 2016        | 10. Nov. 2016                         | Michael Goi           | Tim Minear                 | 3,27 Mio.       |
| 66         | 3         | Kapitel 3       | Chapter 3     | 28. Sep. 2016        | 17. Nov. 2016                         | Jennifer Lynch        | James Wong                 | 3,08 Mio.       |
| 67         | 4         | Kapitel 4       | Chapter 4     | 5. Okt. 2016         | 24. Nov. 2016                         | Marita Grabiak        | John J. Gray               | 2,83 Mio.       |
| 68         | 5         | Kapitel 5       | Chapter 5     | 12. Okt. 2016        | 1. Dez. 2016                          | Nelson Cragg          | Akela Cooper               | 2,82 Mio.       |
| 69         | 6         | Kapitel 6       | Chapter 6     | 19. Okt. 2016        | 8. Dez. 2016                          | Angela Bassett        | Ned Martel                 | 2,48 Mio.       |
| 70         | 7         | Kapitel 7       | Chapter 7     | 26. Okt. 2016        | 15. Dez. 2016                         | Elodie Keene          | Crystal Liu                | 2,62 Mio.       |
| 71         | 8         | Kapitel 8       | Chapter 8     | 2. Nov. 2016         | 23. Dez. 2016                         | Gwyneth Horder-Payton | Todd Kubrak                | 2,20 Mio.       |
| 72         | 9         | Kapitel 9       | Chapter 9     | 9. Nov. 2016         | 29. Dez. 2016                         | Alexis Korycinski     | Tim Minear                 | 2,43 Mio.       |
| 73         | 10        | Kapitel 10      | Chapter 10    | 16. Nov. 2016        | 5. Jan. 2017                          | Bradley Buecker       | Ryan Murphy & Brad Falchuk | 2,45 Mio.       |

## Staffel 7:Cult
Die Erstausstrahlung der siebten Staffel (American Horror Story: Cult) war vom 5. September bis zum 14. November 2017 auf dem US-amerikanischen Kabelsender FX zu sehen. Die deutschsprachige Erstausstrahlung sendete der deutsche Pay-TV-Sender FOX vom 9. November 2017 bis zum 18. Januar 2018.
| Nr. (ges.) | Nr. (St.) | Deutscher Titel                                    | Originaltitel                               | Erstausstrahlung USA | Deutschsprachige Erstausstrahlung (D) | Regie                   | Drehbuch                   | Zuschauer (USA) |
| ---------- | --------- | -------------------------------------------------- | ------------------------------------------- | -------------------- | ------------------------------------- | ----------------------- | -------------------------- | --------------- |
| 74         | 1         | Wahlabend                                          | Election Night                              | 5. Sep. 2017         | 9. Nov. 2017                          | Bradley Buecker         | Ryan Murphy & Brad Falchuk | 3,93 Mio.       |
| 75         | 2         | Hab keine Angst vor der Dunkelheit                 | Don’t Be Afraid of the Dark                 | 12. Sep. 2017        | 16. Nov. 2017                         | Liza Johnson            | Tim Minear                 | 2,38 Mio.       |
| 76         | 3         | Unsere höllischen Nachbarn                         | Neighbors from Hell                         | 19. Sep. 2017        | 23. Nov. 2017                         | Gwyneth Horder-Payton   | James Wong                 | 2,25 Mio.       |
| 77         | 4         | 9. November                                        | 11/9                                        | 26. Sep. 2017        | 30. Nov. 2017                         | Gwyneth Horder-Payton   | John J. Gray               | 2,13 Mio.       |
| 78         | 5         | Löcher                                             | Holes                                       | 3. Okt. 2017         | 7. Dez. 2017                          | Maggie Kiley            | Crystal Liu                | 2,20 Mio.       |
| 79         | 6         | Wahlkampf im Mittleren Westen                      | Mid-Western Assassin                        | 10. Okt. 2017        | 14. Dez. 2017                         | Bradley Buecker         | Todd Kubrak                | 2,15 Mio.       |
| 80         | 7         | Valerie Solanas starb für deine Sünden, Drecksack! | Valerie Solanas Died for Your Sins: Scumbag | 17. Okt. 2017        | 21. Dez. 2017                         | Rachel Goldberg         | Crystal Liu                | 2,07 Mio.       |
| 81         | 8         | Winter unseres Missvergnügens                      | Winter of Our Discontent                    | 24. Okt. 2017        | 28. Dez. 2017                         | Barbara Brown           | Joshua Green               | 2,06 Mio.       |
| 82         | 9         | Trinkt das Kool-Aid                                | Drink the Kool-Aid                          | 31. Okt. 2017        | 4. Jan. 2018                          | Angela Bassett          | Adam Penn                  | 1,48 Mio.       |
| 83         | 10        | Helter Skelter                                     | Charles (Manson) in Charge                  | 7. Nov. 2017         | 11. Jan. 2018                         | Bradley Buecker         | Ryan Murphy & Brad Falchuk | 1,82 Mio.       |
| 84         | 11        | Tag der Abrechnung                                 | Great Again                                 | 14. Nov. 2017        | 18. Jan. 2018                         | Jennifer Chambers Lynch | Tim Minear                 | 1,97 Mio.       |

## Staffel 8:Apocalypse
Die Erstausstrahlung der achten Staffel (American Horror Story: Apocalypse) war zwischen dem 12. September und 14. November 2018 auf dem US-amerikanischen Kabelsender FX zu sehen. Die deutschsprachige Erstausstrahlung sendete der deutsche Pay-TV-Sender FOX vom 15. November 2018 bis zum 17. Januar 2019.
| Nr. (ges.) | Nr. (St.) | Deutscher Titel          | Originaltitel          | Erstausstrahlung USA | Deutschsprachige Erstausstrahlung (D) | Regie                 | Drehbuch                   | Zuschauer (USA) |
| ---------- | --------- | ------------------------ | ---------------------- | -------------------- | ------------------------------------- | --------------------- | -------------------------- | --------------- |
| 85         | 1         | Das Ende                 | The End                | 12. Sep. 2018        | 15. Nov. 2018                         | Bradley Buecker       | Ryan Murphy & Brad Falchuk | 3,08 Mio.       |
| 86         | 2         | Der Morgen danach        | The Morning After      | 19. Sep. 2018        | 22. Nov. 2018                         | Jennifer Lynch        | James Wong                 | 2,21 Mio.       |
| 87         | 3         | Die verbotene Frucht     | Forbidden Fruit        | 26. Sep. 2018        | 29. Nov. 2018                         | Loni Peristere        | Manny Coto                 | 1,95 Mio.       |
| 88         | 4         | Könnte es... Satan sein? | Could It Be… Satan?    | 3. Okt. 2018         | 6. Dez. 2018                          | Sheree Folkson        | Tim Minear                 | 2,02 Mio.       |
| 89         | 5         | Der Wunderknabe          | Boy Wonder             | 10. Okt. 2018        | 13. Dez. 2018                         | Gwyneth Horder-Payton | John J. Gray               | 2,12 Mio.       |
| 90         | 6         | Wie alles begann         | Return to Murder House | 17. Okt. 2018        | 20. Dez. 2018                         | Sarah Paulson         | Crystal Liu                | 2,01 Mio.       |
| 91         | 7         | Verräter                 | Traitor                | 24. Okt. 2018        | 27. Dez. 2018                         | Jennifer Lynch        | Adam Penn                  | 1,85 Mio.       |
| 92         | 8         | Zwischenhalt             | Sojourn                | 31. Okt. 2018        | 3. Jan. 2019                          | Bradley Buecker       | Josh Green                 | 1,63 Mio.       |
| 93         | 9         | Feuer und Herrschaft     | Fire and Reign         | 7. Nov. 2018         | 10. Jan. 2019                         | Jennifer Arnold       | Asha Michelle Wilson       | 1,65 Mio.       |
| 94         | 10        | Apocalypse... then       | Apocalypse Then        | 14. Nov. 2018        | 17. Jan. 2019                         | Bradley Buecker       | Ryan Murphy & Brad Falchuk | 1,83 Mio.       |

## Staffel 9:1984
Die Erstausstrahlung der neunten Staffel (American Horror Story: 1984) war vom 18. September bis zum 13. November 2019 auf dem US-amerikanischen Kabelsender FX zu sehen. Die deutschsprachige Erstausstrahlung sendete der deutsche Pay-TV-Sender FOX vom 28. November 2019 bis zum 23. Januar 2020.
| Nr. (ges.) | Nr. (St.) | Deutscher Titel    | Originaltitel     | Erstausstrahlung USA | Deutschsprachige Erstausstrahlung (D) | Regie                 | Drehbuch                   | Zuschauer (USA) |
| ---------- | --------- | ------------------ | ----------------- | -------------------- | ------------------------------------- | --------------------- | -------------------------- | --------------- |
| 95         | 1         | Camp Redwood       | Camp Redwood      | 18. Sep. 2019        | 28. Nov. 2019                         | Bradley Buecker       | Ryan Murphy & Brad Falchuk | 2,13 Mio.       |
| 96         | 2         | Mr. Jingles        | Mr. Jingles       | 25. Sep. 2019        | 5. Dez. 2019                          | John J. Gray          | Tim Minear                 | 1,49 Mio.       |
| 97         | 3         | Slashdance         | Slashdance        | 2. Okt. 2019         | 12. Dez. 2019                         | Mary Wigmore          | James Wong                 | 1,34 Mio.       |
| 98         | 4         | Wahre Mörder       | True Killers      | 9. Okt. 2019         | 19. Dez. 2019                         | Jennifer Lynch        | Jay Beattie                | 1,29 Mio.       |
| 99         | 5         | Rote Dämmerung     | Red Dawn          | 16. Okt. 2019        | 26. Dez. 2019                         | Gwyneth Horder-Payton | Dan Dworkin                | 1,09 Mio.       |
| 100        | 6         | Episode 100        | Episode 100       | 23. Okt. 2019        | 2. Jan. 2020                          | Loni Peristere        | Ryan Murphy & Brad Falchuk | 1,35 Mio.       |
| 101        | 7         | Die Dame in Weiß   | The Lady in White | 30. Okt. 2019        | 9. Jan. 2020                          | Liz Friedlander       | John J. Gray               | 1,05 Mio.       |
| 102        | 8         | Rest in Pieces     | Rest in Pieces    | 6. Nov. 2019         | 16. Jan. 2020                         | Gwyneth Horder-Payton | Adam Penn                  | 1,05 Mio.       |
| 103        | 9         | Das letzte Mädchen | Final Girl        | 13. Nov. 2019        | 23. Jan. 2020                         | John J. Gray          | Crystal Liu                | 1,08 Mio.       |

## Staffel 10:Double Feature
Die Erstausstrahlung der zehnten Staffel (American Horror Story: Double Feature) war vom 25. August bis zum 20. Oktober 2021 auf dem US-amerikanischen Kabelsender FX zu sehen. Die deutschsprachige Erstausstrahlung sendete der deutsche Pay-TV-Sender ProSieben Fun vom 22. Oktober bis zum 31. Dezember 2021.
| Nr. (ges.)           | Nr. (St.) | Deutscher Titel                              | Originaltitel          | Erstausstrahlung USA | Deutschsprachige Erstausstrahlung (D) | Regie                       | Drehbuch                                                | Zuschauer (USA) |
| -------------------- | --------- | -------------------------------------------- | ---------------------- | -------------------- | ------------------------------------- | --------------------------- | ------------------------------------------------------- | --------------- |
| Teil 1: Red Tide     |           |                                              |                        |                      |                                       |                             |                                                         |                 |
| 104                  | 1         | Kap der Angst                                | Cape Fear              | 25. Aug. 2021        | 22. Okt. 2021                         | John J. Gray                | Ryan Murphy & Brad Falchuk                              | 0,93 Mio.       |
| 105                  | 2         | DurstBleich 1                                | Pale                   | 25. Aug. 2021        | 29. Okt. 2021                         | Loni Peristere              | Brad Falchuk & Ryan Murphy                              | 0,58 Mio.       |
| 106                  | 3         | UnersättlichDurst 1                          | Thirst                 | 1. Sep. 2021         | 5. Nov. 2021                          | Loni Peristere              | Brad Falchuk                                            | 0,70 Mio.       |
| 107                  | 4         | Die ChemikerinBlut-Buffet 1                  | Blood Buffet           | 8. Sep. 2021         | 12. Nov. 2021                         | Axelle Carolyn              | Brad Falchuk                                            | 0,61 Mio.       |
| 108                  | 5         | ManipuliertGaslicht 1                        | Gaslight               | 15. Sep. 2021        | 19. Nov. 2021                         | John J. Gray                | Brad Falchuk & Manny Coto                               | 0,64 Mio.       |
| 109                  | 6         | Finale in L.A.Tödlicher Winter 1             | Winter Kills           | 22. Sep. 2021        | 26. Nov. 2021                         | John J. Gray                | Brad Falchuk & Manny Coto                               | 0,73 Mio.       |
| Teil 2: Death Valley |           |                                              |                        |                      |                                       |                             |                                                         |                 |
| 110                  | 7         | Amelia EarhartDie Verschwörung 1             | Take Me to Your Leader | 29. Sep. 2021        | 3. Dez. 2021                          | Max Winkler                 | Brad Falchuk, Kristen Reidel & Manny Coto               | 0,69 Mio.       |
| 111                  | 8         | In uns drinIm Inneren 1                      | Inside                 | 6. Okt. 2021         | 10. Dez. 2021                         | Tessa Blake                 | Manny Coto, Kristen Reidel & Brad Falchuk               | 0,48 Mio.       |
| 112                  | 9         | Die EntbindungBlauer Mond 1                  | Blue Moon              | 13. Okt. 2021        | 24. Dez. 2021                         | Laura Belsey & John J. Gray | Kristen Reidel, Manny Coto & Reilly Smith               | 0,58 Mio.       |
| 113                  | 10        | Ein neues ZeitalterDie Zukunft ist perfekt 1 | The Future Perfect     | 20. Okt. 2021        | 31. Dez. 2021                         | Axelle Carolyn              | Brad Falchuk, Manny Coto, Kristen Reidel & Reilly Smith | 0,58 Mio.       |

## Staffel 11:NYC
Die Erstausstrahlung der elften Staffel (American Horror Story: NYC) war vom 19. Oktober bis zum 16. November 2022 auf dem US-amerikanischen Kabelsender FX zu sehen. Die deutschsprachige Erstausstrahlung sendete der deutsche Pay-TV-Sender ProSieben Fun vom 30. Dezember 2022 bis zum 3. März 2023.
| Nr. (ges.) | Nr. (St.) | Deutscher Titel           | Originaltitel              | Erstausstrahlung USA | Deutschsprachige Erstausstrahlung (D) | Regie          | Drehbuch                                | Zuschauer (USA) |
| ---------- | --------- | ------------------------- | -------------------------- | -------------------- | ------------------------------------- | -------------- | --------------------------------------- | --------------- |
| 114        | 1         | Da kommt etwas            | Something’s Coming         | 19. Okt. 2022        | 30. Dez. 2022                         | John J. Gray   | Ryan Murphy & Brad Falchuk              | 0,38 Mio.       |
| 115        | 2         | Danke für Ihren Einsatz   | Thank You for Your Service | 19. Okt. 2022        | 6. Jan. 2023                          | Max Winkler    | Ned Martel, Charlie Carver & Manny Coto | 0,28 Mio.       |
| 116        | 3         | Rauchvergiftung           | Smoke Signals              | 26. Okt. 2022        | 13. Jan. 2023                         | John J. Gray   | Brad Falchuk & Manny Coto               | 0,38 Mio.       |
| 117        | 4         | Blackout                  | Black Out                  | 26. Okt. 2022        | 20. Jan. 2023                         | Jennifer Lynch | Ned Martel & Charlie Carver             | 0,28 Mio.       |
| 118        | 5         | Das Schicksal der Karten  | Bad Fortune                | 2. Nov. 2022         | 27. Jan. 2023                         | Paris Barclay  | Our Lady J & Jennifer Salt              | 0,27 Mio.       |
| 119        | 6         | Die Leiche                | The Body                   | 2. Nov. 2022         | 3. Feb. 2023                          | John J. Gray   | Brad Falchuk, Manny Coto & Our Lady J   | 0,19 Mio.       |
| 120        | 7         | Der Schutzengel           | The Sentinel               | 9. Nov. 2022         | 10. Feb. 2023                         | Paris Barclay  | Our Lady J & Manny Coto                 | 0,27 Mio.       |
| 121        | 8         | Fire Island               | Fire Island                | 9. Nov. 2022         | 17. Feb. 2023                         | Jennifer Lynch | Ned Martel, Charlie Carver & Our Lady J | 0,15 Mio.       |
| 122        | 9         | Requiem 1981/1987: Teil 1 | Requiem 1981/1987 Part One | 16. Nov. 2022        | 24. Feb. 2023                         | Our Lady J     | Our Lady J                              | 0,28 Mio.       |
| 123        | 10        | Requiem 1981/1987: Teil 2 | Requiem 1981/1987 Part Two | 16. Nov. 2022        | 3. März 2023                          | Jennifer Lynch | Ned Martel & Charlie Carver             | 0,19 Mio.       |

## Staffel 12:Delicate
Die Erstausstrahlung der zwölften Staffel (American Horror Story: Delicate) war vom 20. September 2023 bis zum 24. April 2024 auf dem US-amerikanischen Kabelsender FX zu sehen. Die deutschsprachige Erstausstrahlung sendete der deutsche Pay-TV-Sender ProSieben Fun vom 24. November 2023 bis zum 21. Juni 2024.
| Nr. (ges.) | Nr. (St.) | Deutscher Titel          | Originaltitel         | Erstausstrahlung USA | Deutschsprachige Erstausstrahlung (D) | Regie                 | Drehbuch       | Zuschauer (USA) |
| ---------- | --------- | ------------------------ | --------------------- | -------------------- | ------------------------------------- | --------------------- | -------------- | --------------- |
| Teil 1     |           |                          |                       |                      |                                       |                       |                |                 |
| 124        | 1         | Fühle deinen Schmerz     | Multiply Thy Pain     | 20. Sep. 2023        | 24. Nov. 2023                         | Jessica Yu            | Halley Feiffer | 0,45 Mio.       |
| 125        | 2         | Rockabye                 | Rockabye              | 27. Sep. 2023        | 1. Dez. 2023                          | Jennifer Lynch        | Halley Feiffer | 0,32 Mio.       |
| 126        | 3         | Wenn der Ast bricht      | When the Bough Breaks | 4. Okt. 2023         | 8. Dez. 2023                          | Jennifer Lynch        | Halley Feiffer | 0,37 Mio.       |
| 127        | 4         | Das Reel                 | Vanishing Twin        | 11. Okt. 2023        | 15. Dez. 2023                         | John J. Gray          | Halley Feiffer | 0,36 Mio.       |
| 128        | 5         | Ms. Preecher             | Preech                | 18. Okt. 2023        | 22. Dez. 2023                         | John J. Gray          | Halley Feiffer | 0,24 Mio.       |
| Teil 2     |           |                          |                       |                      |                                       |                       |                |                 |
| 129        | 6         | Opening Night            | Opening Night         | 3. Apr. 2024         | 31. Mai 2024                          | Bradley Buecker       | Halley Feiffer | 0,24 Mio.       |
| 130        | 7         | Ave Hestia               | Ave Hestia            | 10. Apr. 2024        | 7. Juni 2024                          | Jennifer Lynch        | Halley Feiffer | 0,31 Mio.       |
| 131        | 8         | Der kleine Mann aus Gold | Little Gold Man       | 17. Apr. 2024        | 14. Juni 2024                         | Jennifer Lynch        | Halley Feiffer | 0,16 Mio.       |
| 132        | 9         | Der Auteur               | The Auteur            | 24. Apr. 2024        | 21. Juni 2024                         | Gwyneth Horder-Payton | Halley Feiffer | 0,23 Mio.       |

## Zuschauerzahlen
- Diagrammdaten:
- Definition |
- Rohdaten |
- Hilfe